# Chuyến bay 2574 của Continental Express
Chuyến bay 2574 của Continental Express (Jetlink 2574) là một chuyến bay nội địa theo lịch trình được khai thác bởi Britt Airways từ sân bay quốc tế Laredo ở Laredo, Texas, đến sân bay liên lục địa Houston (nay là Sân bay Liên lục địa George Bush) ở Houston, Texas. Vào ngày 11 tháng 9 năm 1991, chiếc máy bay Embraer EMB 120 Brasilia vận hành chuyến bay 2574 bị rơi trong khi đang trên đường đến Houston, giết chết tất cả 14 người trên máy bay. Đống đổ nát máy bay rơi trúng một khu vực gần Eagle Lake, Texas mà nằm khoảng 65 dặm (105 km) về phía Tây-Tây Nam của sân bay liên lục địa Houston.
Các phương tiện truyền thông tuyên bố có suy đoán ban đầu rằng một quả bom đã phá hủy máy bay; tuy nhiên, Ủy ban An toàn Giao thông Quốc gia (NTSB) sau đó đã phát hiện ra rằng việc thiếu ốc vít trên bộ ổn định ngang dẫn đến sự cố.

## Máy bay
Embraer EMB 120RT Brasilia (đăng ký N33701), sê-ri 120077, thực hiện chuyến bay đầu tiên vào ngày 17 tháng 11 năm 1987 và giao cho Continental Express vào ngày 15 tháng 4 năm 1988, 3 năm trước khi xảy ra tai nạn và đã tích lũy được 7.229 giờ bay qua 10.009 chu kỳ.
Cục Hàng không Liên bang (FAA) sẽ ghi lại tuyên bố rằng chiếc máy bay đã được gửi đến nhà chứa máy bay bảo dưỡng 33 lần để sửa chữa đột xuất.

## Phi hành đoàn
Cơ trưởng Brad Patridge (29 tuổi), cơ phó Clint Rodosovich (43 tuổi), tiếp viên Richard Reed (33 tuổi). Cả Partidge và Rodosovich đều là những phi công có kinh nghiệm với 4.243 giờ bay và 11,543 giờ bay (bao gồm 2,468 giờ và 1,066 giờ trên EMB 120), tương ứng.

## Tai nạn
EMB 120 rời sân bay quốc tế Laredo lúc 09:09, hoạt động theo FAA phần 135 và sau khi cất cánh bình thường, được chỉ định độ cao hành trình 250 (FL250), sau đó được chuyển sang FL240. Vào lúc 09:54, phi công trả lời Trung tâm kiểm soát giao thông đường hàng không Houston và bắt đầu hạ xuống còn 9000 ft (2743 m). Lúc 10:03 trong khi giảm dần xuống còn 11,500 ft (3505 m) (với tốc độ được chỉ định là 260 hải lý, cạnh đầu của bộ ổn định ngang bên trái tách ra khỏi khung máy bay, và máy bay hạ xuống một cách đột ngột, lăn quanh một trục khi cánh trái gập lại. Nhiên liệu thoát ra từ đôi cánh bốc cháy, và các phi công bất tỉnh trước lực G nghiêm trọng do những dao động lớn của máy bay bị tê liệt. Đống đổ nát rơi ở Đông Nam quận Colorado, Texas, nổ trên tác động, trại Chợ Đường 102, 7 dặm (11 km) về phía Đông Nam Eagle Lake, Texas, và 60 dặm (97 km) về phía tây Downtown Houston. Bộ An toàn Công cộng Texas cho biết đơn vị cứu hộ phát hiện không có ai sống sót. Đống đổ nát được trải rộng trên diện tích 2 đến 4 dặm vuông (10 km2); một số mảnh rơi xuống sông Colorado. Khoảng 500.000 đô la (giá trị năm 1991; hiện tại kim cương trị giá 900.000 đô la) đã được phát hiện trong đống đổ nát; nó không có vai trò gì trong vụ tai nạn.

## Điều tra
NTSB cho thấy các ốc vít đã được tháo khỏi bộ ổn định ngang trong quá trình bảo trì vào đêm trước khi xảy ra tai nạn và sau khi thay đổi ca, các ốc vít đã không được thay thế. Máy bay bị rơi trên chuyến bay thứ 2 trong ngày.
NTSB đã trích dẫn sự thất bại của nhân viên kiểm tra và bảo trì hàng không tuân thủ các quy trình bảo trì và bảo đảm chất lượng thích hợp. Sự thất bại của giám sát của FAA trong việc phát hiện và xác minh sự tuân thủ các quy trình được phê duyệt được trích dẫn là một yếu tố góp phần. Sau vụ tai nạn, FAA đã tiến hành Chương trình kiểm tra an toàn hàng không quốc gia (NASIP) của chương trình bảo trì của Continental Express. Nó tìm thấy rất ít thiếu sót về an toàn và khen ngợi hãng hàng không về hệ thống đánh giá nội bộ của mình. NTSB bày tỏ lo ngại rằng NASIP không tìm thấy sự thiếu sót trong các thủ tục thay đổi doanh thu và các vấn đề khác liên quan đến vụ tai nạn, và đề nghị cơ quan này cải thiện các thủ tục NASIP.

## Nguyên nhân có thể
NTSB xác định nguyên nhân có thể xảy ra của vụ tai nạn này như sau:
"Việc nhân viên kiểm tra và bảo dưỡng của Continental Express không tuân thủ các quy trình bảo trì và bảo đảm chất lượng phù hợp đối với khử băng ổn định ngang của máy bay đã dẫn đến việc mất đột ngột trên máy bay ổn định ngang bên trái được bảo đảm một phần và nghiêm trọng ngay lập tức làm hỏng máy bay. Góp phần vào nguyên nhân vụ tai nạn là sự thất bại của ban quản lý Continental Express để đảm bảo tuân thủ các quy trình bảo trì đã được phê duyệt và sự thất bại của giám sát FAA trong việc phát hiện và xác minh việc tuân thủ các quy trình được phê duyệt. "

## Mô phỏng
Chuyến bay 2574 của Continental Express - Mô phỏng tai nạn (https://www.youtube.com/watch?v=ROeL4aY5W1U)

## Kênh truyền hình
Vụ tai nạn được truyền cảm hứng trong mùa 11 của Mayday (Air Crash Investigation) trên kênh Discovery Channel Canada/National Geographic. Tập phim có tiêu đề "Breakup Over Texas" (tạm dịch: Sự tách rời trên bầu trời Texas)